# Filmfare Award 1966
Der 13. Filmfare Award wurde am Anfang des Jahres verliehen. Bei dieser Verleihung gibt 15 verschiedene Kategorien. Nur bei den Beliebtheitspreisen gibt es mehrere Nominierungen. Die Filmfare Awards Bester Playbacksänger und Beste Playbacksängerin waren damals nur eine Kategorie, deswegen hat Mohammed Rafi diesen Preis nicht gewonnen.

## Gewinner und Nominierte
| Meiste Filmfare Awards | Waqt (5 Filmfare Awards) |

| Kategorie               | Filmtitel                                       | Gewinner                    | Weitere Nominierungen                                                                           |
| Bester Film             | Himalaya Ki God Mein                            | Vijay Bhatt                 | Waqt Haqeeqat                                                                                   |
| Beste Regie             | Waqt                                            | Yash Chopra                 | Chetan Anand für Haqeeqat Ramanand Sagar für Arzoo                                              |
| Bester Hauptdarsteller  | Khandaan                                        | Sunil Dutt                  | Raj Kumar für Kaajal Rajendra Kumar für Arzoo                                                   |
| Beste Hauptdarstellerin | Kaajal                                          | Meena Kumari                | Sadhana für Waqt Mala Sinha für Himalaya Ki God Mein                                            |
| Bester Nebendarsteller  | Waqt                                            | Raj Kumar                   | Mehmood für Gumnaam Raj Kumar für Kaajal                                                        |
| Beste Nebendarstellerin | Kaajal                                          | Padmini                     | Helen für Gumnaam Shashikala für Himalaya Ki God Mein                                           |
| Beste Story             | Waqt                                            | Akhtar Mirza                | Gulshan Nanda für Kaajal Ramanand Sagar für Arzoo                                               |
| Beste Musik             | Khandaan                                        | Ravi                        | Kalyanji-Anandji für Himalaya Ki God Mein Shankar-Jaikishan für Arzoo                           |
| Bester Liedtext         | Tumhi Mere Mandir – Khandaan                    | Rajendra Krishan            | Indivar für Ek Tu Na Mila – Himalaya Ki God Mein Hasrat Jaipuri für Aji Rooth Kar Kahan – Arzoo |
| Bester Playbacksänger   | –                                               | –                           | Mohammed Rafi für Chu Lene Do – Kaajal                                                          |
| Beste Playbacksängerin  | Tumhi Mere Mandir – Khandaan                    | Lata Mangeshkar             | Lata Mangeshkar für Ek Tu Na Mila – Himalaya Ki God Mein                                        |
| Bester Dialog           | Waqt                                            | Akhtar-ul-Iman              |                                                                                                 |
| Bester Schnitt          | Himalaya Ki God Mein                            | Pratap Dave                 |                                                                                                 |
| Beste Kamera            | Yaadein (Schwarzweißfilm) & Waqt (Farbfilm)     | Ramachandra & Dharam Chopra |                                                                                                 |
| Bestes Szenenbild       | Haaqeqat (Schwarzweißfilm) & Gumnaam (Farbfilm) | M. S. Sathyu & S. S. Samel  |                                                                                                 |
| Bester Ton              | Yaadein                                         | Essa M. Suratwala           |                                                                                                 |